# Дурбанский университет
Дурбанский университет в Уэствилле, также Университет Ду́рбан-Уэ́ствилл (англ. University of Durban-Westville) — университет в пригороде Дурбана Уэствилле, Квазулу-Натал, Южно-Африканская Республика. 

## История
Был основан в 1961 году как Индийский университетский колледж Дурбана, предназначавшийся специально для индийского населения. В 1971 году колледж был реорганизован в Дурбанский университет, для которого был построен большой новый кампус в Уэствилле.
Это был один из немногих вузов ЮАР, принимавших на учёбу не белое население — сначала азиатов (преимущественно выходцев из Индии), а позднее и чернокожих. В годы апартеида, университет был крупным центром студенческого движения.
В 2004 году произошло объединение Дурбанского университета с Натальским университетом. В результате, Дурбанский университет стал одним из кампусов новообразованного Университета Квазулу-Натала.

## Руководители
- В 1961—1981 годах руководил колледжем и затем университетом Стефанус Петрус Оливье.

## Известные выпускники
- Малуси Гигаба — министр внутренних дел ЮАР.
- Карти Говендер — член Южноафриканской комиссии по защите прав человека.
- Радхакришна Падаячи — министр сообщений ЮАР.
- Суклал, Анил — дипломат.